# Serravalle (Vittorio Veneto)
Pour les articles homonymes, voir Serravalle.
Serravalle est un quartier de la ville de Vittorio Veneto en Italie. Il constitue sa partie nord. Autrefois ville autonome, tout comme la ville voisine de Ceneda, à la suite de l'union avec cette dernière, elle est devenue partie intégrante de la municipalité d'aujourd'hui avec les autres banlieues voisines.
Déjà une municipalité indépendante sous les Autrichiens, elle l'est restée même pendant une courte période après l'annexion au royaume d'Italie.

## Source
- (it) Cet article est partiellement ou en totalité issu de l’article de Wikipédia en italien intitulé « Serravalle (Vittorio Veneto) » (voir la liste des auteurs).